# Province de Ferrare
La province de Ferrare (en italien : Provincia di Ferrara) est une province italienne dont la capitale est Ferrare, située dans la région d'Émilie-Romagne.

## Géographie
Il s’agit d’une aire géographique complètement en plaine avec des altitudes variant entre 0 et quelques dizaines mètres dans la partie occidentale de la province, aux confins avec Modène.
La fertilité du sol permet diverses cultures et la majeure partie du territoire est travaillée dans ce sens. Toutefois, des nombreuses zones protégées sont présentes, marécages et étangs dont les plus connus sont les Valli di Comacchio, marais les plus étendus et complexes d’Italie qui conjuguent étangs d’eau douce et bassins naturels d’eau saumâtre. Les principales zones boisées sont la Grande forêt de la Mesola, les pinèdes côtières et la Forêt de la Panfilia aux confins avec la province de Bologne. Ces dernières années, les zones sont reboisées, principalement à base de peupliers.
La province est parcourue par divers cours d’eau dont le plus important est le Pô, mais aussi le fleuve Reno qui, depuis Cento jusqu’à Argenta, où il reçoit deux affluents l’Idice et le Sillaro, il forme les confins avec la province de Bologne. La partie ouest de la province reçoit le dernier tronçon du fleuve Panaro qui conflue avec le Pô dans la commune de Bondeno. Passant par la ville de Ferrare, le Pô de Volano, puis un deuxième bras allant plus au sud, le Pô de Primaro qui termine sa course à Argenta où son ancien lit est occupé par le Reno.

## Géophysique/histoire
La morphologie du terrain et l’histoire de la province sont étroitement liés au Delta du Pô et à la ville de Ferrare.
Terrain formé au fil des millénaires par l’alternance des ères glaciaires et par les alluvions et les caprices du fleuve Pô.
L’établissement des grecs et des étrusques qui fondèrent plusieurs cités, puis des romains qui s’établirent dans des zones où ils pouvaient exploiter les limons pour la fabrication des briques, cuite ensuite avec le bois des forêts présentes.
La province fut marquée par les querelles entre la maison d'Este, les États pontificaux à qui appartenait le territoire, les provinces du Nord sous le règne de la république de Venise, domaine de la Lombardie. Affrontement avec la province de Bologne sur la gestion des cours d’eau de Reno et de l’assèchement des marais Padusa.

## Nature

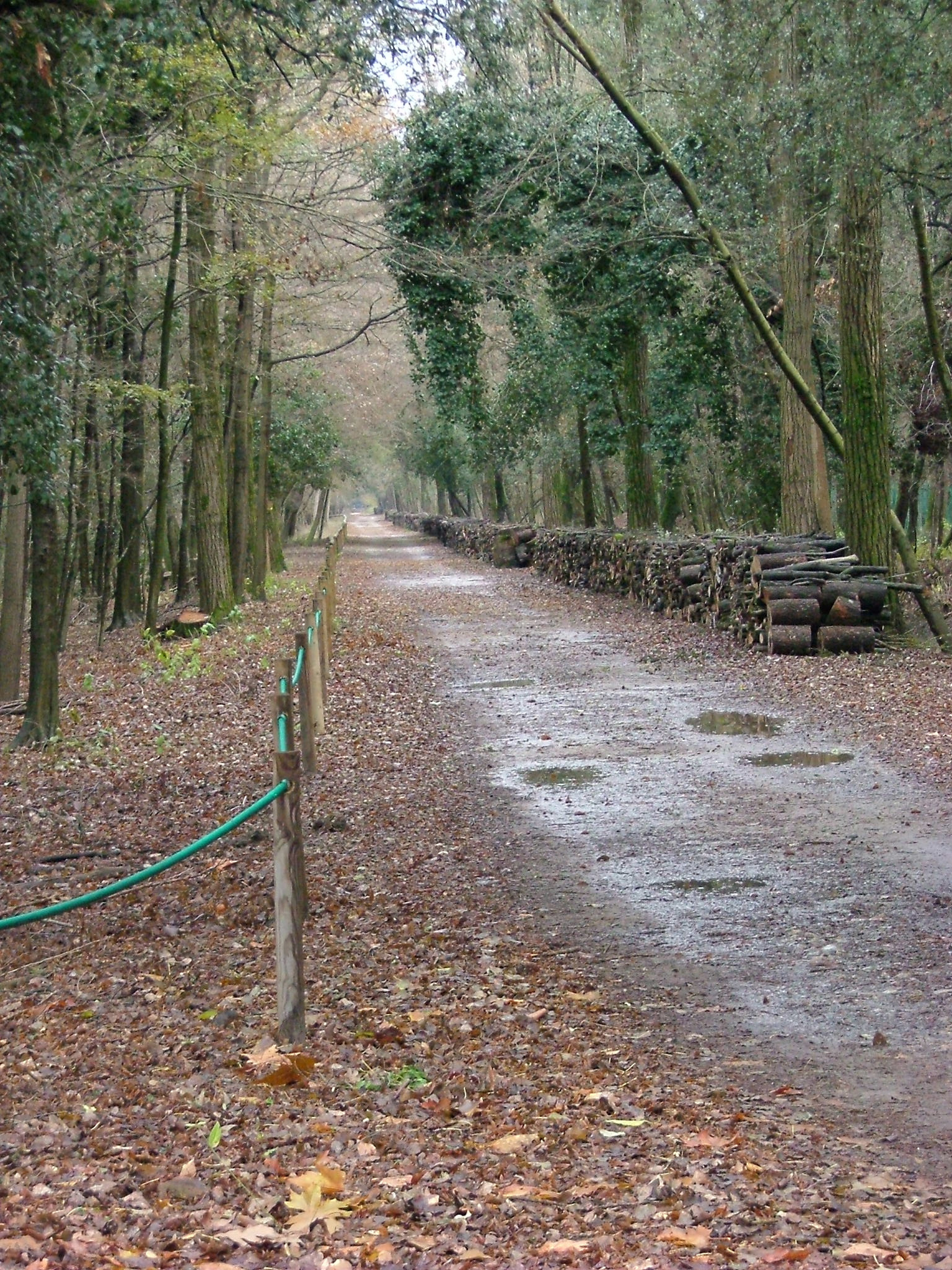
La forêt de la Mesola.

- Parc régional du delta du Pô d'Émilie-Romagne, ce parc comprend :
  - Grande forêt de la Mesola
  - Réserve de la forêt de la Panfilia
  - Marais Bertuzzi à l’embouchure du Pô de Volano
  - Valli di Comacchio, plus de 11 000 hectares de marais et anses d’eau claire et saumâtre, nature et pêche industrielle (anguille), qui comprend les marais de Campo, Fossa di Porto, du Lido Magnavacca, de l’embouchure du Reno (fleuve). Ils représentent un des plus vastes espaces lagunaires d’Italie.
- Zone d’assainissement (bonification)
  - Drainage d’assainissement des vallées de Mezzano, Mantello, Volta, Isola, Trebbia, Argenta
  - Oasis de Porto, zone consacrée à la nature, pêche sportive
  - Forêt de la Panfilia, 80 ha de forêt en plaine, inondée par les crues du Reno, entre le Cavo Napoleonico à l’Ouest et la commune de Sant'Agostino au nord.

## Monuments historiques
- Abbaye de Pomposa (Codigoro)

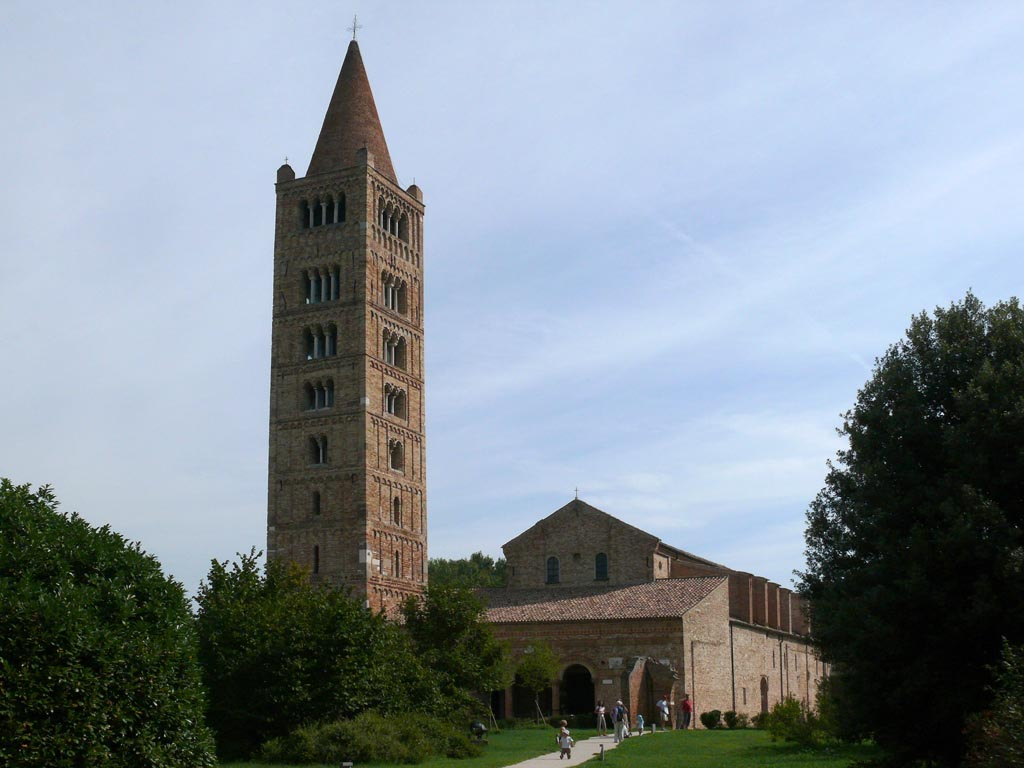
Abbatiale de Pomposa.

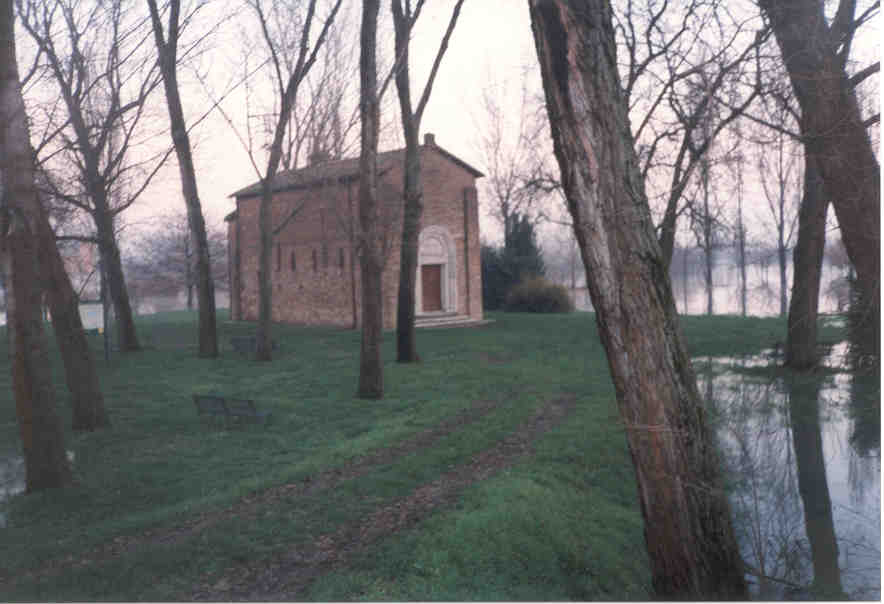
Église de San Giorgio.

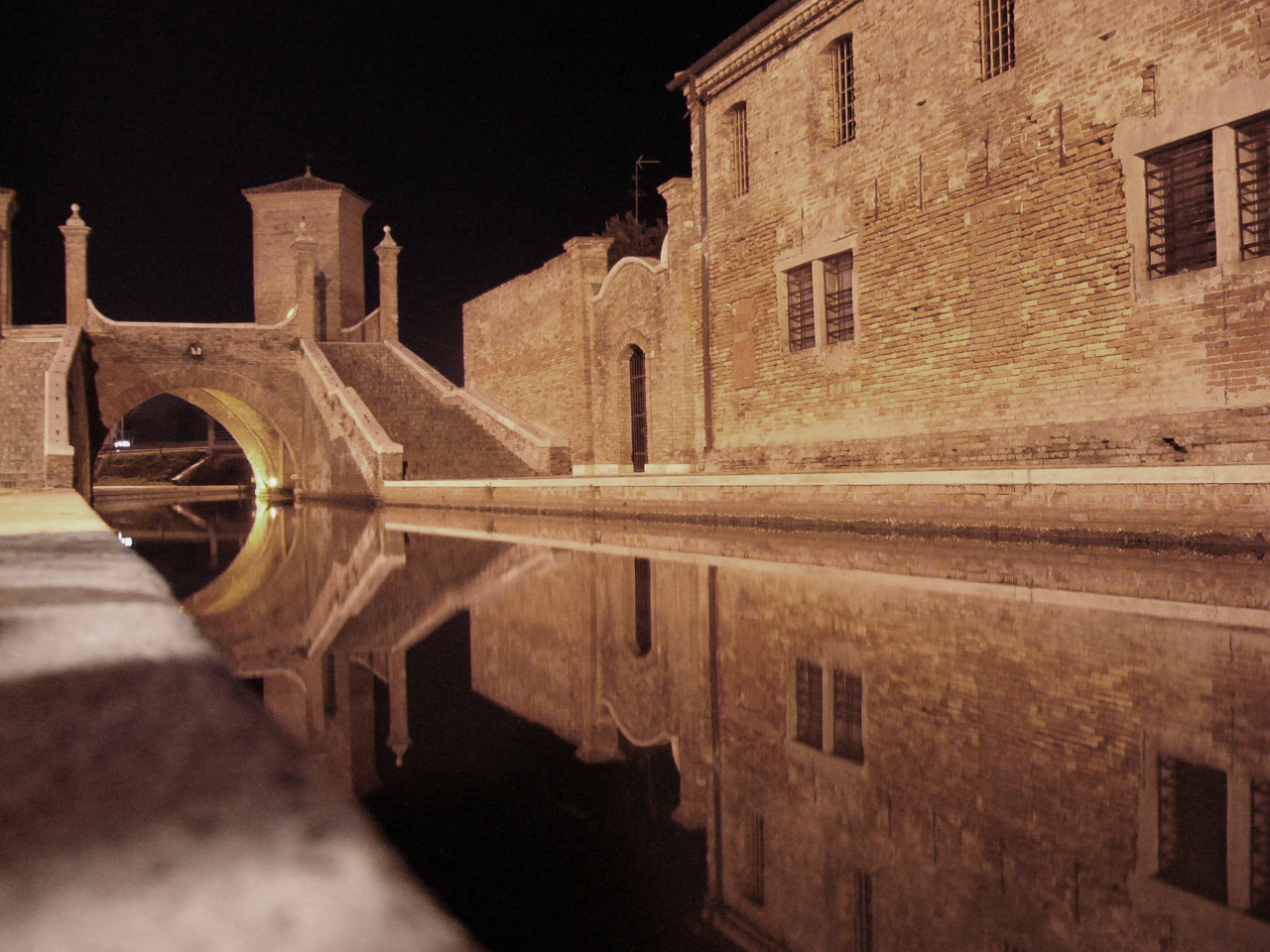
I Trepponti a Comacchio.

- Palais de Belriguardo (Maison d’Este)
- Château de Mesola, imposant complexe fortifié, construit vers 1578
- Forteresse Possente di Stellata (Bondeno)
- Tour Abate
- église Saint-Georges (it) (Argenta)
- Palazzo 4 torri (Sant'Agostino)

## Communes
- Communes de la province de Ferrare

Les 26 communes de la province avec les habitants:
- Argenta, 22 570 hab.
- Berra, 5 345
- Bondeno, 15 447
- Cento, 35 150
- Codigoro, 12 615
- Comacchio, 23 084
- Copparo, 17 408
- Ferrare, 134 967 hab., inscrite par l'UNESCO depuis 1995
- Formignana, 2 817
- Goro, 3 976
- Jolanda di Savoia, 3 139
- Lagosanto, 4 846
- Masi Torello, 2 402
- Massa Fiscaglia, 4 682
- Mesola, 7 187
- Migliarino, 3 713
- Migliaro, 2 259
- Mirabello, 3 510
- Ostellato, 6 592
- Poggio Renatico, 9 446
- Portomaggiore, 12 397
- Ro, 3 424
- Sant'Agostino, 7 079
- Tresigallo, 4 613
- Vigarano Mainarda, 7 412
- Voghiera, 3 892

## Économie

### Agriculture
L’origine alluvionnaire des sols oriente naturellement l’exploitation de ceux-ci vers des activités agricoles, principalement céréalières et maraichères sur environ 200 000 hectares.

### Pêche
- En étang et marais (les valli de Comacchio principalement), la pêche principale est celle de l’anguille (spécialité culinaire régionale) qui se pratique selon le rythme séculaire et naturel de migration des anguilles.
- En mer, pêche traditionnelle le long des côtes et au large (poissons de l’Adriatique : sole, sardine, maquereau, saumonette, bar, … seiche, encornet, langoustine, crevette, mante de mer, crustacés divers). Ports de Goro, Porto Garibaldi

### Industrie
On y trouve aussi de l’industrie chimique (ammoniaque, polyesters, matières plastiques).

### Tourisme
- Les agritourismes, découverte de la nature, dégustation et vente de produits régionaux[3]. Les zones marécageuses sont d’un grand intérêt au niveau de la faune, de la flore et pour les découvertes ornithologiques.
- Ferrarre festival de ballon, avec l'organisation partenariat de Montgolfière
- Tourisme balnéaire dans une dizaine de stations, appelées Lido comme à Spina, Estensi, Scacchi, Pomposa, Nationi, Volano.

## Culture
La ville devint aux XVe et XVIe siècles, un foyer intellectuel et artistique attirant les plus grands artistes et esprits de la Renaissance italienne

### Ethnies et minorités étrangères
Selon les données de l’Institut national de statistique (ISTAT) au 1er janvier 2011 la population étrangère résidente était de 27 294 personnes soit 7,6 % de la population totale.
Les nationalités majoritairement représentatives étaient :
| Pos. | Pays     | Population |
| ---- | -------- | ---------- |
| 1    | Maroc    | 4 377      |
| 2    | Roumanie | 3 917      |
| 3    | Ukraine  | 3 102      |
| 4    | Pakistan | 2 299      |
| 5    | Albanie  | 2 485      |
| 6    | Moldavie | 2 167      |
| 7    | Chine    | 1 587      |

## Jumelage
- Saint-Étienne (France) depuis 1959